# Vall de Wye
La Vall de Wye és una Àrea de Destacada Bellesa Natural (Area of Outstanding Natural Beauty en anglès) al voltant de la frontera entre Anglaterra i Gal·les. És un dels paisatges més espectaculars del sud de la Gran Bretanya.

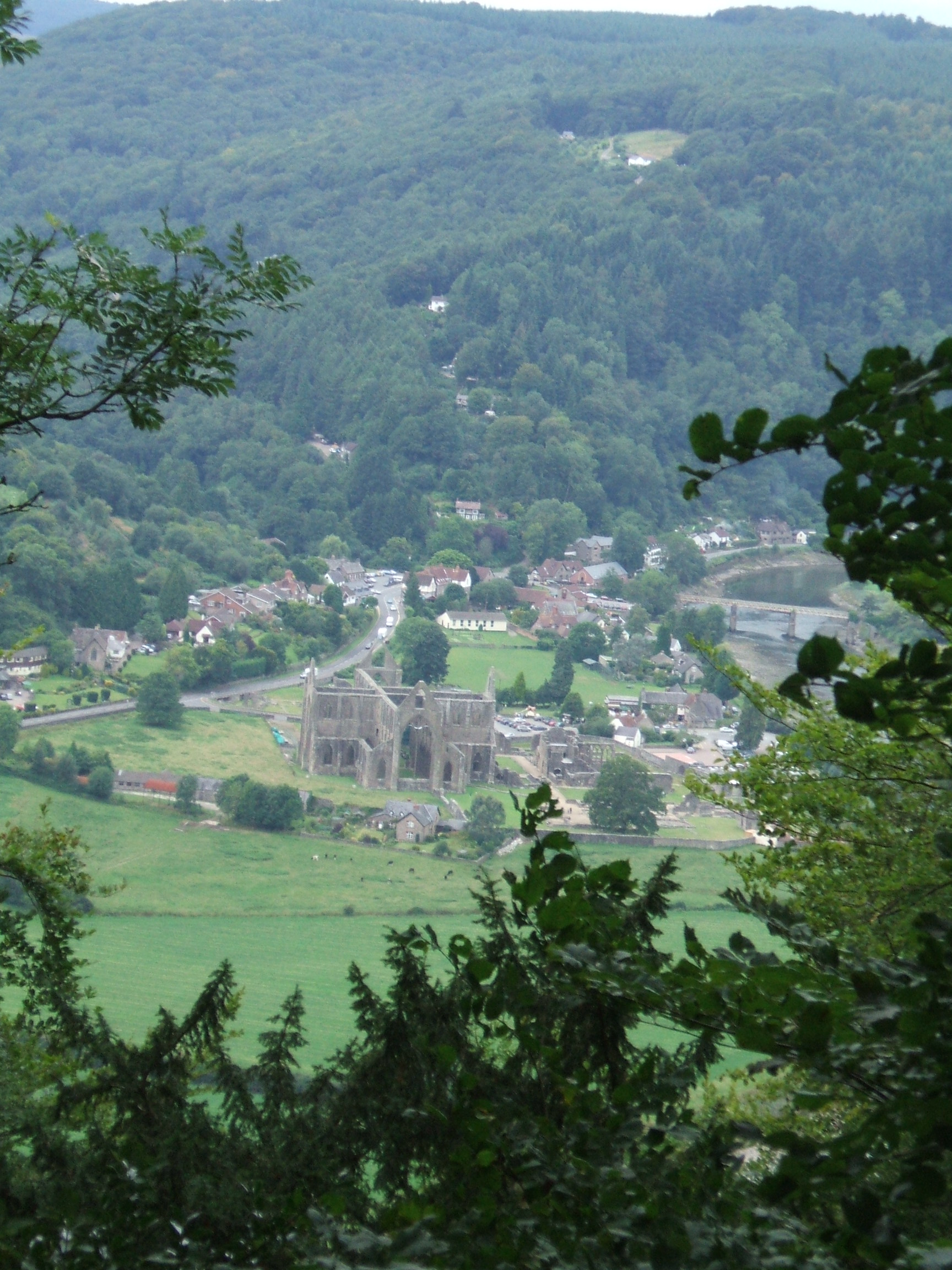
L'abadia Tintern, dins de la Vall de Wye, vista des del Devil's Pulpit a prop de Tidenham

El riu Wye és el cinquè riu més llarg del Regne Unit. Durant la part alta del seu recorregut, el riu travessa les poblacions de Rhayader, Builth Wells i Hay-on-Wye, però la part protegida com a Àrea de Destacada Bellesa Natural només cobreix la part baixa del riu, des de l'extrem sud de la ciutat de Hereford fins a Chepstow.
Aquesta àrea forma part dels comtats de Gloucestershire, Herefordshire i Monmouthshire, i es caracteritza pels seus congosts de pedra calcària i els seus boscos, així com la seva fauna, arqueologia i les restes industrials. També és important per ser un dels primers llocs on va aparèixer la indústria del turisme moderna. La zona és predominantment rural, i molts dels seus habitants viuen del turisme, l'agricultura o la silvicultura. Ross-on-Wye és l'única població dintre de l'àrea protegida, però als límits hi trobem Hereford, Monmouth, Coleford i Chepstow.

## Fauna
La Vall de Wye és especialment important per la seva varietat d'hàbitats naturals. L'àrea té tres llocs de rellevància internacional, designats com a candidats a zona d'especial conservació sota la protecció de la Unió Europea. Acull una població de ratpenats de ferradura petit, una població creixent de falcons peregrins, astors, corbs, caprimúlgids i peixos poc coneguts com l'alosa o alguns invertebrats.
Al setembre de 2006 es va observar que una colònia de ratpenats de ferradura petits havia arribat a un rècord de població amb 890 ratpenats a un petit graner de pedra (s'observaren 599 exemplars adults i 291 petits).